# 绪方洪庵
绪方洪庵（平假名：おがた こうあん，1810年8月13日—1863年7月25日），是日本江户时代（幕末時期）的一位医生、兰学家、教育家。

## 蘭學家
緒方洪庵因在日本的鎖國時代將西方的醫學知識引入到日本，於1838年開辦家塾叫做適適齋塾，簡稱适塾或稱緒方塾而著名，前後入門生徒超過千人以上，是當時日本首屈一指的蘭學塾，這所私塾後來在1938年發展成大阪大學。緒方洪庵利用他自己的少量而珍貴的荷蘭語藏書，包括荷蘭-日語詞典和荷蘭百科全書，教授他的學生閱讀荷蘭文的科學書籍，門生有著名日本大教育家福澤諭吉為代表。

## 住所
绪方洪庵的故居现在仍然保存在大阪市中心，那是一所具有18世纪风格的建筑。在2楼教室中央的柱子上，仍留有学生们用剑刻下自己的标记。

## 軼事
聲優緒方惠美是緒方洪庵分家的後裔。